# Колона Нельсона
Коло́на Не́льсона (англ. Nelson's Column) — монумент, розташований у центрі Трафальгарської площі в Лондоні (Англія).

## Спорудження і дизайн
Колона була побудована в 1840—1843 рік у пам'ять про адмірала Гораціо Нельсона, який загинув під час Трафальгарської битви в 1805 році. Статуя Нельсона висотою 5,5 м розташована на вершині 46-метрової гранітної колони. Особа статуї звернено на південь, у бік Адміралтейства і Портсмута — місця, де стоїть корабель Королівського військово-морського флоту Великої Британії «HMS Victory», флагман легендарного флотоводця.
Верхівка коринфської колони декорована бронзовим орнаментом у формі листя, відлитий з металу англійських гармат. Квадратний п'єдестал прикрашений чотирма відлитими з трофейних французьких гармат бронзовими панелями, на яких зображені чотири знамениті перемоги Нельсона. Частина внутрішньої бази виготовлена з 29 артилерійських гармат, доставлених з «HMS Royal George» — корабля, однотипного з «HMS Victory». Монумент був спроектований архітектором Вільям Рейлтон в 1838 році і побудований фірмою Peto & Grissell. Модель пам'ятника в Масштабі 1:22 з каменю виставлена на огляд у Національному морському музеї у Гринвічі, Лондон. Статую з пісковику на вершині створив Едвард Ходжес Бейлі, член Королівської академії мистецтв: невелика бронзова табличка із згадкою імені автора розташована біля її підніжжя. Чотири бронзові панелі створені скульпторами: М. Ватсоном, Д. Тернаусом, У. Вуддінгтоном, Д. Е. Кер'ю. Загалом монумент обійшовся в £ 47 500, що в сучасному обчисленні становить £ 3,5 млн (близько 6 млн доларів). Чотири Леви біля основи колони, створені Едвіном Ландсіром, були додані значно пізніше — в 1867 році.

## XX століття
Існує популярна байка, що в 1925 році шотландський шахрай Артур Фергюсон примудрився продати колону наївним американцям.
Колона також мала символічну значимість для Адольфа Гітлера. При успішному вторгнення до Великої Британії Гітлер планував перевезти колону до Берліну.

## Сходження
Джон Нукс, диктор дитячої програми на телеканалі BBC, заліз на колону в 1970 році. Телеведучий Гері Вілмот зробив таке «сходження» в 1989 році.

## Реставрація
Колона була відреставрована в 2006 році. Роботи виконала компанія David Ball Restoration Ltd. of South London. Суму в £ 420 тисяч виділила компанія Zurich Financial Services.
Проведене перед реставрацією лазерне обстеження показало, що висота споруди становить не 56 метрів, як вважалося раніше, а 51,5 метри (відлік від першої сходинки до капелюха на статуї адмірала).